# Борин, Борис Михайлович
Бори́с Миха́йлович Бо́рин (настоящая фамилия Бла́нтер) (23 мая 1923, Харьков — 1984, Анадырь, Чукотка) — русский писатель. Член Союза писателей СССР (1978). Двоюродный брат композитора Матвея Блантера.

## Биография
Школу окончил в Москве и в этот же год (1941) ушёл добровольцем на фронт.
После войны окончил Московский библиотечный институт, работал в библиотеках столицы, позже — в газете «Лесная промышленность».
В 1968 году приехал на Колыму, а затем на Чукотку, в Анадырь. Работал корреспондентом, ответственным секретарем газеты «Советская Чукотка». В 1975 году в Магадане вышла первая книга стихов «Разведка боем», за ней последовали поэтические сборники «Связной», «Незакатное солнце», «Эхо».
Автор книг военной прозы «На военных дорогах» (Магадан) и поэтического сборника «Последняя связь» (Москва).
Написал также ряд произведений в жанре фантастики. Первая публикация в этом жанре — «Земное притяжение» (1965). В повести «Оранжевая планета» (1969) и в ряде рассказов разрабатывал традиционные темы научной фантастики — космические полёты, автоматизация, роботы, биологическое преобразования человеческого организма.
Похоронен на Невзоровском кладбище.